# Monument aux Morts de l'Armée d'Orient
Monument aux Morts de l'Armée d'Orient is een oorlogsmonument in de Franse stad Marseille. Het monument is opgericht aan de Corniche Président John Kennedy, gelegen aan de Middellandse Zee met uitzicht op de Frioul-archipel, om de Franse militaire slachtoffers te herdenken van de Eerste Wereldoorlog.
Met de bouw van het monument werd gestart in 1922. In 1927 werd het werk geïnaugureerd door de Franse president Gaston Doumergue.